# Acacia sibirica
Acacia sibirica — вид квіткових рослин з родини бобових. Ареал: Австралія (Західна Австралія, Північна територія, Новий Південний Уельс, Квінсленд, Південна Австралія).

## Середовище
Зустрічається на скелястих хребтах, розривах у скелетних піщаних ґрунтах у внутрішніх районах усіх штатів материкової Австралії, крім Вікторії. Назва виду походить від назви нині покинутого міста Сибіру, звідки було зібрано типовий екземпляр.

## Біоморфологічна характеристика
Розлогі дерево або кущ зазвичай виростає до 5 метрів заввишки з гладкою тріщинуватою темно-сірою корою. Рослина зазвичай має округлу або обернено-конічну форму з кількома прямими або викривленими, розлогими головними стеблами від основи, що утворюють густу та розлогу крону. Злегка блискучі, голі, від зелених до сіро-зелених філодії мають різноманітну форму та розмір. Вони мають від лінійної до вузько видовженої або вузько еліптичної форми та сягають від 3,5 до 10 сантиметрів завдовжки та приблизно від 1 до 5 міліметрів завширшки. Рослина цвіте з травня по липень, але іноді аж до вересня, з рудиментарними китицеподібними суцвіттями, розкиданими по рослинах і не особливо ефектними. Колосся яскраво-золотистого кольору з дрібними квітками, які зрештою утворюють плоскі стручки лінійної або вузько-довгастої форми, завдовжки від 4 до 9 см і вшир від 3 до 5 мм.